# قلعه شناور
قلعه شناور (انگلیسی: The Floating Castle) فیلمی ژاپنی در سبک درام تاریخی به کارگردانی شینجی هیگوچی است که در سال ۲۰۱۲ منتشر شد. این فیلم بر اساس محاصره اوشی ساخته شده است.

## بازیگران
- نومورا مانسائی در نقش ناریتا ناگاچیکا
- سی هیرازومی در نقش ناریتا یاسوسوئه پدر ناریتا ناگاچیکا
- ماساهیکو نیشیمورا در نقش ناریتا اوجیناگا
- نانا ایکورا در نقش کای هیمه دختر ناریتا اوجیناگا
- هیروکی ناریمیا در نقش ساکاماکی
- تومومیتسو یاماگوچی در نقش ایزومی
- کویچی ساتو در نقش تانبا
- ایچیمورا ماساچیکا در نقش تویوتومی هیده‌یوشی
- تاکه‌هیرو هیرا در نقش ناتسوکا ماساایه
- تاکایوکی یامادا در نقش اوتانی یوشیتسوگو
- یوسوکه کامیجی در نقش ایشیدا میتسوناری
- ایسائو ناتسویاگی در نقش راهب
- تاکئو ناکاهارا در نقش هوجو اوجیماسا
- هونامی سوزوکی در نقش تاما
- گین مائدا در نقش تاهی
- آکییوشی ناکائو در نقش کازوئو
- ماچیکو اونو در نقش چیو
- مانا آشیدا در نقش چیدوری